# Ljudmila Sjevtjenko
Ljudmila Sjevtjenko född den 4 februari 1970 i Svetlograd, Ukrainska SSR, Sovjetunionen, är en ukrainsk handbollsspelare.
Hon ingick i det ukrainska lag som tog OS-brons i damernas turnering i samband med de olympiska handbollstävlingarna 2004 i Aten.